# São Torpes (Sines)

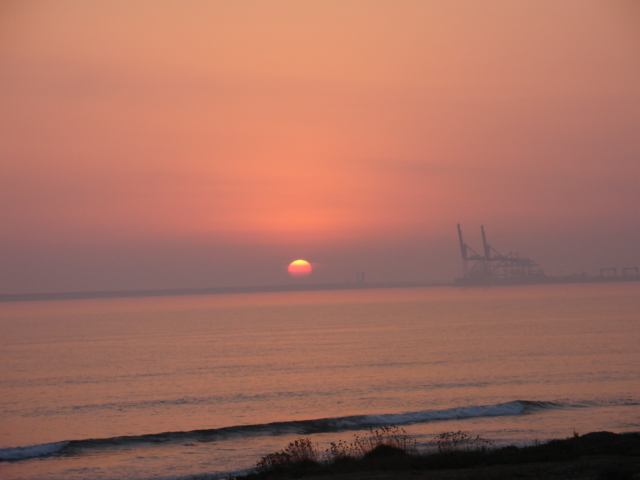
A Praia de São Torpes, em Sines, foi o local onde deu à costa o corpo do santo mártir.

O Sítio de São Torpes é um sítio arqueológico do concelho e freguesia de Sines onde se encontra o famoso Padrão de São Torpes que assinala o local onde foi originalmente sepultado o corpo do mártir São Torpes de Pisa e onde existiu, no passado, uma basílica de culto cristão dedicada ao referido santo (considerada como o primeiro templo cristão da Europa).
É também conhecido por nele se localizar a Praia de São Torpes.